# Chimangos Beisebol e Softbol Clube
O Chimangos Beisebol e Softbol Clube é uma equipe amadora de beisebol e softbol de Porto Alegre, Rio Grande do Sul. A equipe foi criada no dia 23 de outubro de 2009 por quatro ex-jogadores de equipes amadoras da capital gaúcha que buscavam uma maior propagação do esporte no estado. 
Os treinos são realizados no Parque Farroupilha e no Parque Marinha.